# I'm Wide Awake, It's Morning
I'm Wide Awake, It's Morning släpptes som femte album av Bright Eyes, parallellt med Digital Ash in a Digital Urn, den 25 januari 2005. Den är den musikaliskt mer traditionella av de två skivorna med influenser från blues och country.
Videon till låten "First Day of My Life" regisserades av John Cameron Mitchell.

## Låtlista
1. "At the Bottom of Everything" – 4:34
2. "We Are Nowhere and It's Now" – 4:12
3. "Old Soul Song (For the New World Order)" – 4:29
4. "Lua" – 4:31
5. "Train Under Water" – 6:05
6. "First Day of My Life" – 3:08
7. "Another Travelin' Song" – 4:16
8. "Landlocked Blues" – 5:47
9. "Poison Oak" – 4:39
10. "Road to Joy" – 3:54

(Alla låtar skrivna av Conor Oberst)

## Medverkande
Bright Eyes
- Conor Oberst – gitarr, sång
- Mike Mogis – mandolin, pedal steel guitar, 12-strängad gitarr
- Nate Walcott – trumpet

Bidragande musiker
- Nick White – piano, vibrafon
- Jesse Harris – gitarr
- Alex McManus – gitarr
- Tim Luntzel – basgitarr
- Matt Maginn – basgitarr
- Jason Boesel – trummor
- Clark Baechle – trummor
- Jim James – sång
- Emmylou Harris – sång
- Maria Taylor – sång
- Andy LeMaster – sång
- Jake Bellows – munspel, sång